# Ferrières-les-Verreries
Ferrières-les-Verreries (okzitanisch: Ferrièiras de las Veirièiras) ist eine französische Gemeinde mit 46 Einwohnern (Stand: 1. Januar 2022) im Département Hérault in der Region Okzitanien (bis 2015: Languedoc-Roussillon); sie gehört zum Arrondissement Lodève und zum Kanton Lodève.

## Geographie
Die Gemeinde Ferrières-les-Verreries liegt am Rand einer Causse südlich der Cevennen an der Grenze zum Département Gard, etwa 24 Kilometer nordnordwestlich von Montpellier. Umgeben wird Ferrières-les-Verreries von den Nachbargemeinden Montoulieu im Norden, Pompignan im Nordosten und Osten, Claret im Osten und Südosten, Rouet im Süden, Notre-Dame-de-Londres im Süden und Südwesten, Brissac im Westen sowie Saint-Bauzille-de-Putois im Nordwesten.

## Bevölkerungsentwicklung
| Jahr                       | 1962 | 1968 | 1975 | 1982 | 1990 | 1999 | 2010 | 2020 |
| -------------------------- | ---- | ---- | ---- | ---- | ---- | ---- | ---- | ---- |
| Einwohner                  | 14   | 11   | 14   | 26   | 23   | 38   | 63   | 47   |
| Quellen: Cassini und INSEE |      |      |      |      |      |      |      |      |

## Sehenswürdigkeiten
- Dolmen

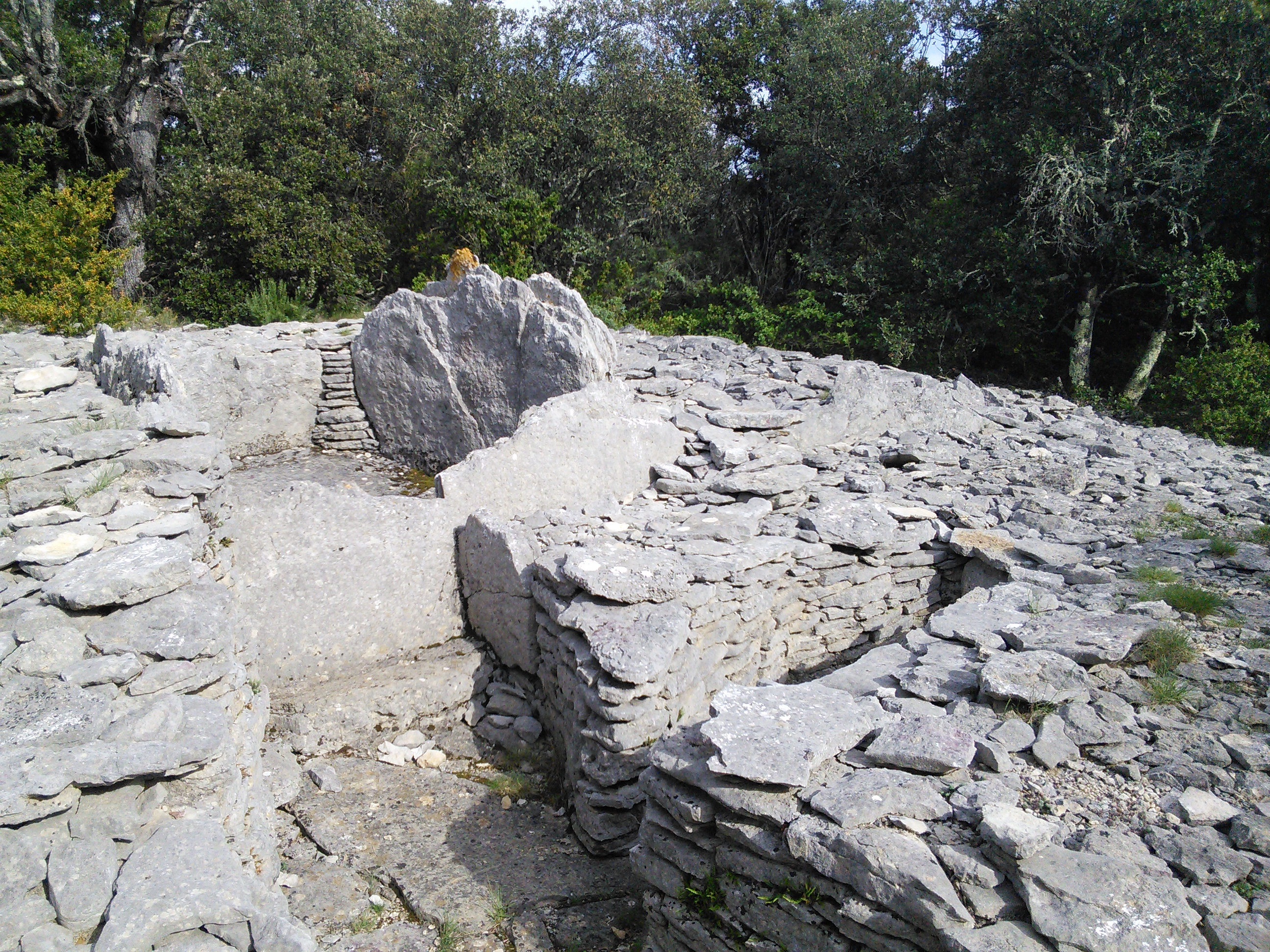
Dolmen Ferrieres

- Kirche Saint-Jean-de-Ferrières aus dem 11. Jahrhundert
- ehemalige Glashütte (Verrerie de Couloubrines)